# Akropolis-Turnier 2005
Die 19. Auflage des Akropolis-Basketball-Turniers 2005 fand zwischen dem 5. und 7. September 2005 im Vorort Marousi von Athen statt. Ausgetragen wurden die insgesamt sechs Spiele in der Olympiahalle.
Neben der gastgebenden Griechischen Nationalmannschaft nehmen auch die Nationalmannschaften aus Deutschland, Italien und Serbien und Montenegro teil. Während es für Deutschland die dritte Teilnahme am Akropolis-Turnier war, nahmen die Italiener zum bereits zwölften und die Serben zum siebten Mal teil.
Für die deutsche Nationalmannschaft nahmen folgende Spieler am Turnier teil:
Stephen Arigbabu, Patrick Femerling, Robert Garrett, Demond Greene, Robert Maras, Misan Nikagbatse, Dirk Nowitzki, Ademola Okulaja, Marko Pesic, Pascal Roller, Sven Schultze und Denis Wucherer.
Zu den Stars des Akropolis-Turniers 2005 gehörten neben Dirk Nowitzki und dem Italiener Denis Marconato die Griechen Dimitrios Diamantidis und Theodoros Papaloukas sowie Dejan Bodiroga, Marko Jarić, Dejan Tomašević und Darko Miličić aus Serbien.
Als MVP des Turniers wurde Dimitrios Diamantidis ausgezeichnet.

## Begegnungen
| 5. September 2005 | Griechenland | 91 - 81 | Deutschland            |
| 5. September 2005 | Italien      | 89 - 95 | Serbien und Montenegro |
| 6. September 2005 | Griechenland | 91 - 72 | Serbien und Montenegro |
| 6. September 2005 | Italien      | 97 - 79 | Deutschland            |
| 7. September 2005 | Griechenland | 82 - 76 | Italien                |
| 7. September 2005 | Deutschland  | 60 - 70 | Serbien und Montenegro |

## Tabelle
| Rang | Land                   | Punkte | Körbe   |
| ---- | ---------------------- | ------ | ------- |
| 1    | Griechenland           | 6      | 264-229 |
| 2    | Serbien und Montenegro | 5      | 237-240 |
| 3    | Italien                | 4      | 262-256 |
| 4    | Deutschland            | 3      | 220-258 |